# Clossiana blandina
Clossiana blandina är en fjärilsart som beskrevs av Hans Fruhstorfer 1908. Clossiana blandina ingår i släktet Clossiana och familjen praktfjärilar. Inga underarter finns listade i Catalogue of Life.